# Gurbán Miklós
Gurbán Miklós (Endrőd, 1951. november 13.) Balázs Béla-díjas (1995) operatőr.

## Életpályája
Szülei: Gurbán Miklós és Bula Mária. 1958–1966 között szülővárosában végezte el az általános iskolát. 1966–1970 között a gyomaendrődi Kiss Lajos Gimnázium diákja volt. 1970–1973 között a(z) Kandó Kálmán Villamosipari Műszaki Főiskola gyengáramú szakos hallgatója volt. 1973–1975 között villamosmérnökként dolgozott. 1976–1985 között a Magyar Televízió operatőre, 1985–1997 között operatőre és főoperatőre volt. 1981–1985 között a Színház- és Filmművészeti Főiskola operatőr szakos hallgatója volt. 1997 óta szabadúszó operatőr.

## Magánélete
Volt élettársa Igó Éva (1956-) színésznő. Egy lánya van; Lívia (1976).

## Filmjei
| - Zenés TV Színház (1977) - A korona aranyból van (1979) - Csupajóvár (1980) - Hol colt, hol nem colt (1980) - Egy város, egy muzsikus (1985) - A vendég kockázata (1986) - A verseny (1987) - Erdély aranykora (1989) - Kaland az élet (1989) - Fehér kócsagok (1990) - Protokoll (1990) - Anyegin (1990) - A Biblia (1990) - Tükörgömb (1990) - Fidelio (1991) - A kert (1992) - Nevető bíróság (1992) - Cirkusz (1992) - Boldog békeidők (1992) - Kutyakomédiák (1992) - Brigitta (1993) - Kisváros (1993-1997) - Lúdas Matyi (1994) - 40 Millió (1994) - Istálló (1995) - A nagy fejedelem (1997) - Barátok közt (1998) - Az öt zsaru (1998-1999) - Családi album (1999-2001) - Millenniumi mesék (2000) - Titkos szeretők (2000) - Naplegenda (2001) - A Nagyúr – gróf Bánffy Miklós (2001) - Zsaruvér és Csigavér I.-II. (2001-2002) - Tálentum (2001) - Határtalanul (2001) - Egy nő (2001) - Ötvenéves találkozó (2002) - Lakatos Menyhért (2002) - Garas Dezső-portré (2002) - Lili (2003) - Dankó Pista és utódai (2003) - Kivilágos kivirradtig (2005) - A csillagos ég felettem (2005) - Szabadságunk szobra (2007) - Négyszögletű kerek erdő (2007) - Illemberke (2008) - Hol volt, hol nem volt (2009) | - Szürkület (1990) - Szenvedély (1998) - Európa expressz (1998) - Werckmeister harmóniák (2000) |

## Díjai
- filmkritikusok díja (1990)
- locarnói Bronz Leopárd-díj (1990) Szürkület
- a veszprémi tv-találkozó drámai fődíja (1990)
- Balázs Béla-díj (1995)
- a filmszemle legjobb operatőri díja (1998) Szenvedély